# August Wilhelm Julius von Bismarck
August Wilhelm Julius Graf von Bismarck (* 5. April 1849 in Konstanz; † 14. März 1920 auf Schloss Weiler in Stegen) war ein deutscher Offizier und Pferdezüchter.

## Herkunft
August von Bismarck war Spross des traditionell in Staats- und Kriegsdiensten stehenden Adelsgeschlechts Bismarck. Seine Eltern waren der württembergische Generalinspekteur Friedrich Wilhelm Graf von Bismarck und dessen Ehefrau Amalia Julie, geborene Thibaut (1824–1918).

## Leben
Bismarck erwarb nach dem Besuch des Lyzeums Konstanz im Alter von 17 Jahren im Kadettenhaus von Karlsruhe das Leutnantspatent des Großherzogtums Baden. Nachdem er 1866 sich im Deutschen Krieg im badischen Felddienst ausgezeichnet hatte, wechselte er 1867 in die Dienste des Königreichs Preußen, dessen Ministerpräsident Otto von Bismarck sein Cousin 3. Grades war. Er wurde Offizier des 2. Westfälischen Husaren-Regiments Nr. 11 und zog 1870 von Düsseldorf, wo sein Regiment stationiert war, in den Deutsch-Französischen Krieg.
In dieser Stadt, im vornehmen Stadthaus des Landschaftsmalers Oswald Achenbach an der Goltsteinstraße, lernte er seine zukünftige Frau, die aus begüterter Kaufmannsfamilie aus St. Petersburg stammende Clara Achenbach (1851–1906), eine Nichte 2. Grades der Hausherrn, kennen. Das Paar, dem der Schwiegervater zur Hochzeit das Gut Lilienhof am Kaiserstuhl schenkte, heiratete im Januar 1872. Das Gut ermöglichte dem Pferdeliebhaber und seiner ebenfalls pferdebegeisterten Gattin den Aufbau einer eigenen Pferdezucht. Nach vorübergehender Verwendung in Hamburg diente er bis 1874 im Militärreitinstitut Hannover, anschließend bis 1881 wieder in Düsseldorf, dessen Lage er nutzte, um sich mit eigenen Pferden an Wettbewerben, vor allem an Hindernisrennen, in der Rheinprovinz und in Westfalen zu beteiligen. In dieser Zeit führte er einen Cousin 2. Grades seiner Frau, den Sohn Oswald Achenbachs und Maler Benno Achenbach, der später im Fahrsport hervortreten, Begründer eines weltweit führenden Fahrsystems werden und im Berliner Marstall als Leiter des kaiserlichen Fahrstalls Karriere machen sollte, weiter an den Pferdesport und dessen Akteure heran. 1881 wurde August von Bismarck im Range eines Rittmeisters in das Dragoner-Regiment „Prinz Albrecht von Preußen“ (Litthauisches) Nr. 1 nach Berlin versetzt. Als Katholik mit besten Beziehungen zum Kaiserhaus erhielt er 1888 den Auftrag, beim Heiligen Stuhl die Thronbesteigung Wilhelms II. anzuzeigen, wofür ihn Leo XIII. mit dem Piusorden auszeichnete.
Auch pferdesportlich erlebte er ab den 1880er Jahren seine Glanzzeit. Mit dem Rennreiter Leutnant Hans von Kramsta (1850–1912) unterhielt er einen Rennstall, der auf renommierten Rennbahnen des Deutschen Reiches große Erfolge erzielte. In Anwesenheit Kaiser Wilhelms I. gewann eines seiner Pferde 1882 das Große Armee-Jagdrennen in Iffezheim. Auch im pferdesportlichen Vereinsleben, vor allem im Bereich des Trabrennsports der 1890er Jahre, nahm August von Bismarck durch eine Vielzahl von Ehrenämtern und Ehrenmitgliedschaften eine prominente Position ein. Dies stand im Zusammenhang mit seiner eigenen Pferdezucht, die bestrebt war, deutsche Traber durch Zuchtexperimente mit Englischem Vollblut, Anglo-Normannen, Orlow-Trabern und dem American Standardbred auf den amerikanischen Traber hinzuleiten. Auf seinem Gut Lilienhof richtete er 1890 ein Gestüt zur Traberzucht ein, das als ein „Deutsches Haupttrabergestüt“ klassifiziert war. Das Zuchtprojekt wurde vom Dachverband des Trabrennwesens  getragen, der sogenannten „Technischen Kommission“, die August von Bismarck von 1892 bis 1913 leitete.
Als Kaiser Wilhelm II. ein flapsige Bemerkung fallen ließ, die andeutete, dass August von Bismarck über die Liebhaberei für Pferde seine Offizierskarriere vernachlässige, quittierte er 1890 spontan den Dienst und zog sich in die Villa Turgenew in Baden-Baden zurück. Max Egon II. zu Fürstenberg, der sowohl mit dem Kaiser als auch mit Bismarck befreundet war und dessen Pferdepassion teilte, sorgte später dafür, dass der Konflikt beigelegt wurde. Ab 1893 lebte August von Bismarck auf seinem Gutshaus am Kaiserstuhl. Dort fasste er den Entschluss, es ab 1898/1899 durch einen Schlossbau nach Plänen des Münchner Architekten Manuel Seidl zu ersetzen. Nach dem Tod seiner Frau (1906) und Differenzen mit dem Oberlandstallmeister Burchard von Oettingen verkaufte er das Anwesen 1913 an Max von Wogau und zog auf Schloss Weiler.
Als 1914 der Erste Weltkrieg ausbrach, meldete sich August von Bismarck freiwillig und wurde als Oberstleutnant an Stellen im Elsass und in Belgien eingesetzt. Mit einer Kopfrose kehrte er 1917 tiefbetrübt aus dem Krieg zurück. Nicht nur das in Russland angelegte Achenbach’sche Erbe seiner Frau war in der Oktoberrevolution untergegangen, auch der unglückliche Kriegsausgang traf ihn. Jedoch gab er seinen Lebensmut nicht auf und heiratete im Februar 1918 seine langjährige Lebensgefährtin Helene „Lonja“, geborene von Redlich, kurz nachdem seine Mutter, die der zweiten Ehe ihres Sohns die Zustimmung verweigert hatte, gestorben war.
Über seine Schwester Konstanze Maria Amalia Clara (1851–1946) war August von Bismarck Schwager von Ulrich Wille, einem General der Schweizer Armee während des Ersten Weltkriegs.